# 库皮尼亚克
库皮尼亚克（法語：Courpignac，法語發音：[kuʁpiɲak]）是法国滨海夏朗德省的一个市镇，位于该省南部，属于容扎克区。

## 地理
库皮尼亚克（45°19'39"N, 0°29'13"W）面积14.97 平方千米，位于法国新阿基坦大区滨海夏朗德省，该省份为法国西部滨海省份，北起旺代省，西临大西洋，南至吉倫特省，东南接多爾多涅省，东北接德塞夫勒省接壤，东临夏朗德省。
与库皮尼亚克接壤的市镇（或旧市镇、城区）包括：布瓦勒东、沙穆亚克、鲁菲尼亚克、萨利尼亚克-德米朗博、苏布朗、瓦勒德利韦讷。

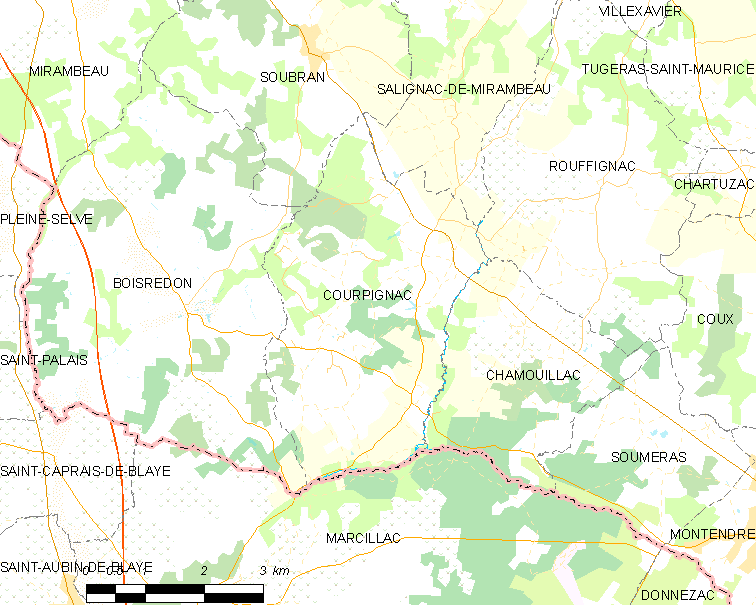
库皮尼亚克的OSM定位图

库皮尼亚克的时区为UTC+01:00、UTC+02:00（夏令时）。

## 行政
库皮尼亚克的邮政编码为17130，INSEE市镇编码为17129。

## 政治
库皮尼亚克所属的省级选区为蓬镇县。

## 人口

1962-2008年间库皮尼亚克人口变化图示

库皮尼亚克于2022年1月1日时的人口数量为413人。